# السیو–بیانکی
السیو-بیانکی (ایتالیایی: Alessio–Bianchi) یک تیم دوچرخه‌سواری در کشور ایتالیا بوده‌است.
این تیم در سال ۱۹۹۸ تأسیس و در سال ۲۰۰۴ میلادی منحل شده‌است، السیو-بیانکی در سال ۲۰۰۱ و ۲۰۰۲ در بخش تیمی جیرو دیتالیا به مقام اول دست پیدا کرده‌است.